# هیروکی شیبویا
هیروکی شیبویا (انگلیسی: Hiroki Shibuya؛ زادهٔ ۳۰ نوامبر ۱۹۶۶) بازیکن فوتبال اهل ژاپن است.
از باشگاه‌هایی که در آن بازی کرده‌است می‌توان به باشگاه فوتبال جف یونایتد ایچیهارا چیبا و باشگاه فوتبال ساگان توسو اشاره کرد.